# Triwarno (Kutowinangun)
Triwarno is een bestuurslaag in het regentschap Kebumen van de provincie Midden-Java, Indonesië. Triwarno telt 2520 inwoners (volkstelling 2010).